# Сатурн (планетарна мъглявина)
Вижте пояснителната страница за други значения на Сатурн.
Сатурн (NGC 7009, друго название PK 37-34.1) е планетарна мъглявина в съзвездието Водолей. Открита е от Уилям Хершел на 7 септември 1782 година със собственоръчно изработен телескоп в градината на дома му в Дачет, Англия. Централната звезда на мъглявината свети с магнитуд, по-малък от 11.5". Разстоянието до NGC 7009 не е определено – предполага се, че е в границите от 2400 – 3900 светлинни години.